# Ekkehard Schulz
Ekkehard Schulz (Halle an der Saale, RDA, 10 de junio de 1958) es un deportista de la RDA que compitió en vela en la clase 470.
Ganó una medalla de bronce en el Campeonato Mundial de 470 de 1987 y dos medallas en el Campeonato Europeo de 470, oro en 1982 y bronce en 1986.

## Palmarés internacional
| \| Campeonato Mundial \| Campeonato Mundial \| Campeonato Mundial \| Campeonato Mundial \| \| Año \| Lugar \| Medalla \| Clase \| \| ------------------ \| ---------------------- \| ------------------ \| ------------------ \| \| 1987 \| Kiel (RFA) \| Medalla de bronce \| 470 \| \| Campeonato Europeo \| \| \| \| \| Año \| Lugar \| Medalla \| Clase \| \| 1982 \| Balatonfüred (Hungría) \| Medalla de oro \| 470 \| \| 1986 \| Sønderborg (Dinamarca) \| Medalla de bronce \| 470 \| |                        |                   |       |
| Campeonato Mundial |                        |                   |       |
| Año | Lugar                  | Medalla           | Clase |
| 1987 | Kiel (RFA)             | Medalla de bronce | 470   |
| Campeonato Europeo |                        |                   |       |
| Año | Lugar                  | Medalla           | Clase |
| 1982 | Balatonfüred (Hungría) | Medalla de oro    | 470   |
| 1986 | Sønderborg (Dinamarca) | Medalla de bronce | 470   |